# Marinovec
Marinovec falu Horvátországban Kapronca-Kőrös megyében. Közigazgatásilag Kőröshöz tartozik.

## Fekvése
Kőröstől 10 km-re északra a Glogovnica-patak partján fekszik.

## Története
1857-ben 210, 1910-ben 242 lakosa volt. Trianonig Belovár-Kőrös vármegye Körösi járásához tartozott. 2001-ben 109 lakosa volt.

## Külső hivatkozások
Körös város hivatalos oldala